# Protoproutia laredoata
Protoproutia laredoata är en fjärilsart som beskrevs av Samuel E. Cassino 1931. Protoproutia laredoata ingår i släktet Protoproutia och familjen mätare. Inga underarter finns listade i Catalogue of Life.